# Choluteca (město)
Choluteca je město na jihu Hondurasu, které je správním střediskem stejnojmenného departementu Choluteca. Leží na břehu stejnojmenné řeky a blízko hranice s Nikaraguou, v nadmořské výšce 47 m. Sídlo bylo založené v roce 1535 jako Villa de Jérez de Choluteca. Titul města dostalo až v roce 1845. Zemědělství je přímo a nebo nepřímo zdrojem obživy většiny obyvatel města. Město má jedno z nejlépe zachovaných center s koloniální architekturou v Hondurasu.

## Podnebí
| Podnebí v Cholutece            | Podnebí v Cholutece | Podnebí v Cholutece | Podnebí v Cholutece | Podnebí v Cholutece | Podnebí v Cholutece | Podnebí v Cholutece | Podnebí v Cholutece | Podnebí v Cholutece | Podnebí v Cholutece | Podnebí v Cholutece | Podnebí v Cholutece | Podnebí v Cholutece | Podnebí v Cholutece |
| Měsíc                          | Led                 | Úno                 | Bře                 | Dub                 | Kvě                 | Čer                 | Črv                 | Srp                 | Zář                 | Říj                 | Lis                 | Pro                 | Rok                 |
| ------------------------------ | ------------------- | ------------------- | ------------------- | ------------------- | ------------------- | ------------------- | ------------------- | ------------------- | ------------------- | ------------------- | ------------------- | ------------------- | ------------------- |
| Nejvyšší průměrná teplota (°C) | 26                  | 28                  | 29                  | 31                  | 30                  | 29                  | 28                  | 28                  | 28                  | 27                  | 26                  | 26                  | 28                  |
| Nejnižší průměrná teplota (°C) | 15                  | 15                  | 16                  | 18                  | 19                  | 19                  | 18                  | 18                  | 18                  | 18                  | 17                  | 16                  | 17.5                |
| Srážky (mm)                    | 0.4                 | 0.24                | 0.5                 | 2.19                | 7.48                | 7.98                | 4.25                | 5.24                | 8.22                | 7.92                | 2.18                | 0.39                | 3.9                 |